# Tityobuthus baroni
Espèce
Synonymes
- Rhoptrurus baroni Pocock, 1890
- Tityobuthus lucileae Lourenço, 1996

Tityobuthus baroni est une espèce de scorpions de la famille des Ananteridae.

## Distribution
Cette espèce est endémique de Madagascar. Elle se rencontre vers Antsirabe et Itremo.

## Description
Le syntype mesure 27 mm.
Tityobuthus baroni mesure de 24 à 27 mm.

## Systématique et taxinomie
Cette espèce a été décrite sous le protonyme Rhoptrurus baroni par Pocock en 1890. Elle est placée dans le genre Tityobuthus par Pocock en 1893, dans le genre Odonturus par Kraepelin en 1899 puis dans le genre Tityobuthus par Vachon en 1980.
Tityobuthus lucileae a été placée en synonymie par Lourenço, Qi et Goodman en 2008.

## Étymologie
Cette espèce est nommée en l'honneur de Richard Baron.

## Publication originale
- Pocock, 1890 : « A revision of the genera of Scorpions of the family Buthidae with descriptions of some South-African species. » Proceedings of the Zoological Society of London, vol. 10, p. 114–141 (texte intégral).